# Gunung Gle-gohdara
Gunung Gle-gohdara är ett berg i Indonesien.   Det ligger i provinsen Aceh, i den västra delen av landet, 1 700 km nordväst om huvudstaden Jakarta. Toppen på Gunung Gle-gohdara är 806 meter över havet, eller 339 meter över den omgivande terrängen. Bredden vid basen är 6,9 km.
Terrängen runt Gunung Gle-gohdara är huvudsakligen kuperad. Runt Gunung Gle-gohdara är det glesbefolkat, med 14 invånare per kvadratkilometer. I omgivningarna runt Gunung Gle-gohdara växer i huvudsak städsegrön lövskog.